# Everard t’Serclaes

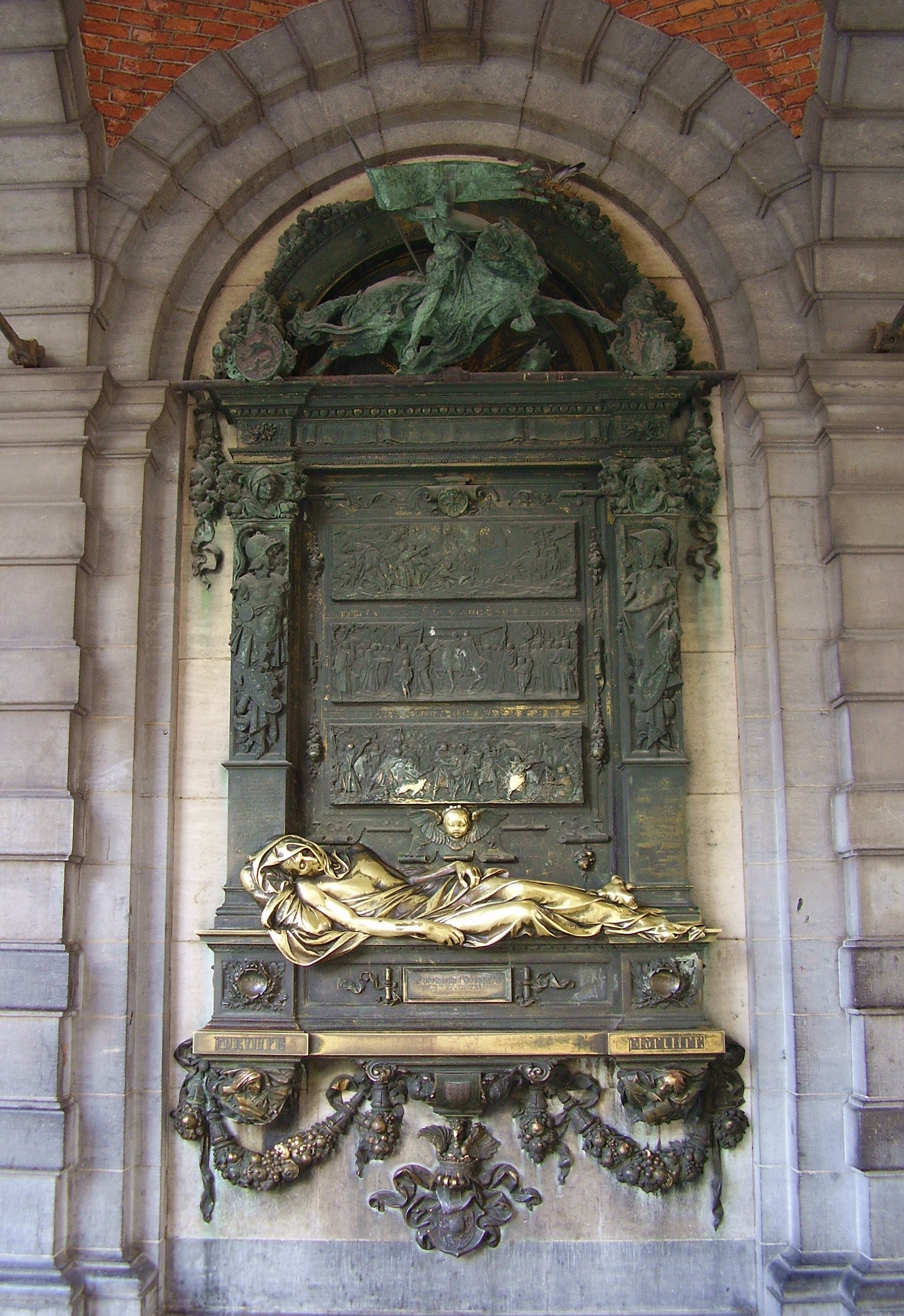
Denkmal zu Ehren Everards, Brüssel

Everard t’Serclaes (* um 1320; † 31. März 1388) war Herr (Seigneur) von Cruyckembourg (Ternat) und ist einer der berühmtesten und meistverehrten Bürger Brüssels. Er befreite die Stadt von der Herrschaft Flanderns. Everard t’Serclaes entstammte einer noblen Familie.

## Leben
Nach dem Tod Johann III. von Brabant am 5. Dezember 1355 bestiegen dessen Tochter Johanna (1322–1406) und ihr Gatte, Wenzel von Luxemburg (1337–1383), den brabantischen Thron. Im Januar 1356 wurde die Blijde Inkomst (Joyeuse Entrée) verkündet, die die Einheit des Herzogtums festschrieb, um dessen Teilung zwischen den Töchtern Johanns III. zu vermeiden. Ludwig von Male, Graf von Flandern und Ehemann der jüngeren Schwester Margarete, akzeptierte die Entscheidung nicht und griff Brabant an. Er nahm Brüssel ein und wollte die Stadt vom Herzogtum Brabant trennen.
Am 24. Oktober 1365 wagte Everard t’Serclaes mit einer Gruppe bürgerlich gesinnter Truppen die Befreiung der Stadt. Er überwand die Stadtmauern bei Nacht und vertrieb die Flamen aus Brüssel. In der Folge wurde Everard fünfmal zum Schöffen im Brüsseler Stadtrat gewählt.
Aus Rache ließ sein Feind Sweder d’Abcoude, Seigneur de Gaebeek, Everard überfallen und verwunden. Freunde konnten den Schwerverletzten zwar befreien, jedoch starb er am 31. März 1388 infolge der Verletzungen im Maison de l’Etoile am Grand-Place.

## Nachleben
Zu seinen Ehren schuf der Bildhauer Julien Dillens eine Grabplatte, die am Grand Place im Zentrum von Brüssel zu sehen ist. Das Denkmal zeigt den im Todesschlaf liegenden Everard. Die Legende besagt, wer den Arm Everards streichelt und sich dabei etwas wünscht, dem wird dieser Wunsch erfüllt.